# Žir
Žir je plod hrasta ili bukve. Obično sadrži jedno sjeme (rijetko dva), ograđeno tvrdom, kožnatom ljuskom. Žirevi se razlikuju u veličini i obliku, pa tako mogu biti duljine 1 – 6 cm i širine 0,8 – 4 cm, a potrebno im je između 6 i 24 mjeseca (ovisno o vrsti) da sazru.
Riječ žir također može značiti boju u garnituri mađarskih igraćih karata – tref, kao i ulov sitne ribe (poput srdela ili papalina) u ribarstvu.
Žirevi su važna hrana životinjskog svijeta u područjima gdje rastu hrastovi. Kao važan dio prehrane jedu ih ptice, poput šojki, golubova, nekih patki, kao i nekih vrsta djetlića. Od manjih sisavaca jedu ih miševi, vjeverice i neki drugi glodavci. Veliki sisavci poput svinja, medvjeda i jelena također konzumiraju velike količine žireva. Na jesen, žirevi mogu doseći čak 25% prehrane jelena.
U domorodačkoj Kaliforniji bio je osnovna žitarica koja je omogućavala plemenima obilje hrane na malenom prostoru, jer nije bilo potrebno daleko putovati da bi se došlo do hrane. Plemenska područja zbog toga su ostala malena. Posebnom obradom žira kalifornijski Indijanci Pomo, Chimariko i drugi dobivali su brašno iz kojega su proizvodili lepinje. Žir su namakali nekoliko puta vodi i sušili ga kako bi izgubio gorčinu, te ga usitnjavali u kamenim stupama dok ne bi dobili fino brašno.